# Kanton Joigny
Kanton Joigny (fr. Canton de Joigny) je francouzský kanton v departementu Yonne v regionu Burgundsko-Franche-Comté. Skládá se z 15 obcí. Před reformou kantonů 2014 ho tvořilo 10 obcí.

## Obce kantonu
od roku 2015:
- Béon
- La Celle-Saint-Cyr
- Cézy
- Champlay
- Cudot
- Joigny
- Looze
- Précy-sur-Vrin
- Saint-Aubin-sur-Yonne
- Saint-Julien-du-Sault
- Saint-Loup-d'Ordon
- Saint-Martin-d'Ordon
- Verlin
- Villecien
- Villevallier

před rokem 2015:
- Béon
- Cézy
- Champlay
- Chamvres
- Joigny
- Looze
- Paroy-sur-Tholon
- Saint-Aubin-sur-Yonne
- Villecien
- Villevallier